# Зульцдорф-ан-дер-Ледерекке
Зульцдорф (нім. Sulzdorf) — громада в Німеччині, розташована в землі Баварія. Підпорядковується адміністративному округу Нижня Франконія. Входить до складу району Рен-Грабфельд. Складова частина об'єднання громад Бад-Кенігсгофен.
Площа — 36,41 км2. Населення становить 1093 ос. (станом на 31 грудня 2020).

## Галерея

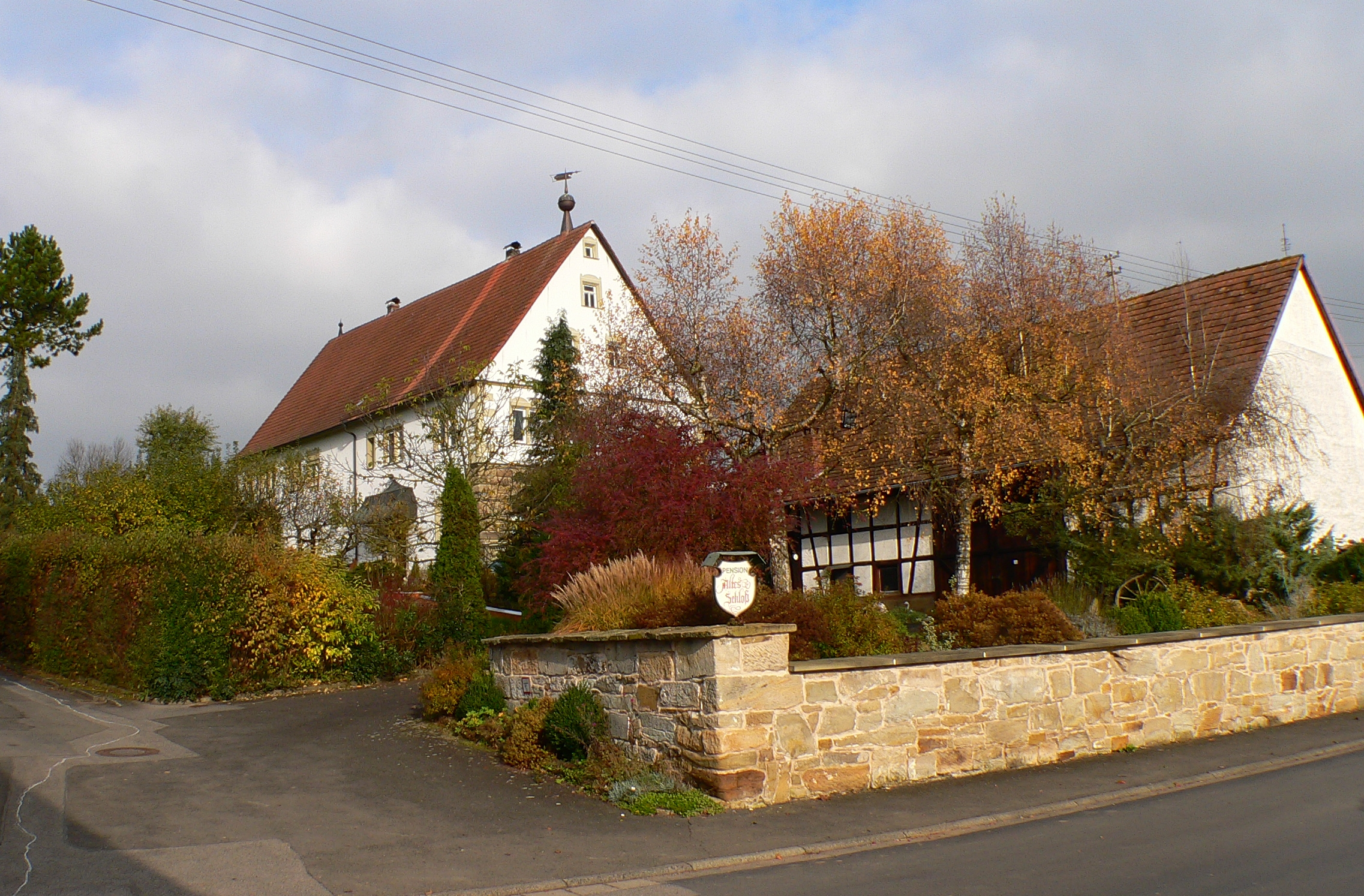
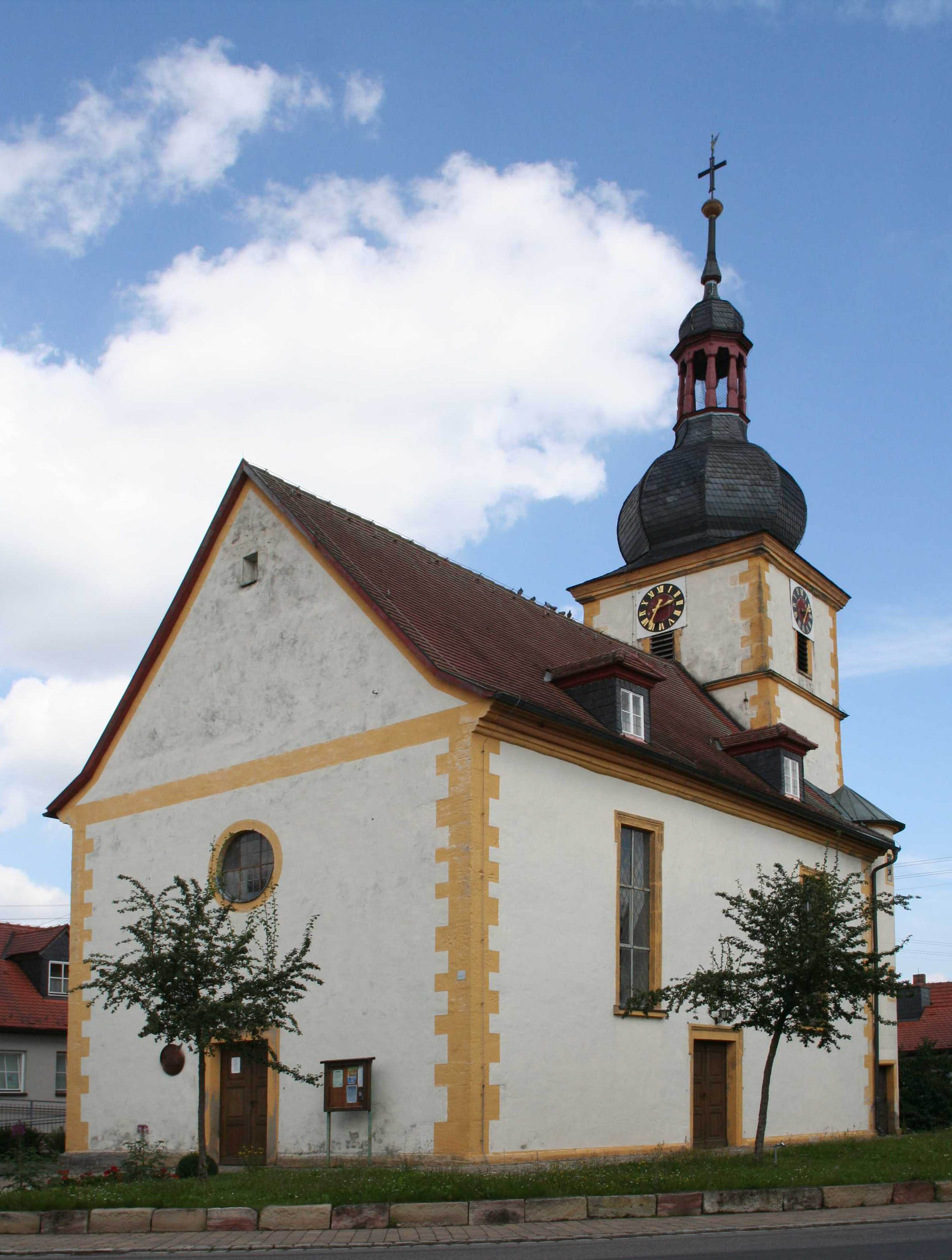